# Chinú (ort)
Chinú är en ort i Colombia.   Den ligger i departementet Córdoba, i den norra delen av landet, 500 km norr om huvudstaden Bogotá. Chinú ligger 121 meter över havet och antalet invånare är 19 596.
Terrängen runt Chinú är platt. Runt Chinú är det ganska tätbefolkat, med 80 invånare per kvadratkilometer. Närmaste större samhälle är Sahagún, 18,4 km söder om Chinú. Omgivningarna runt Chinú är huvudsakligen savann.